# Stadtkirche St. Salvator (Stadtroda)

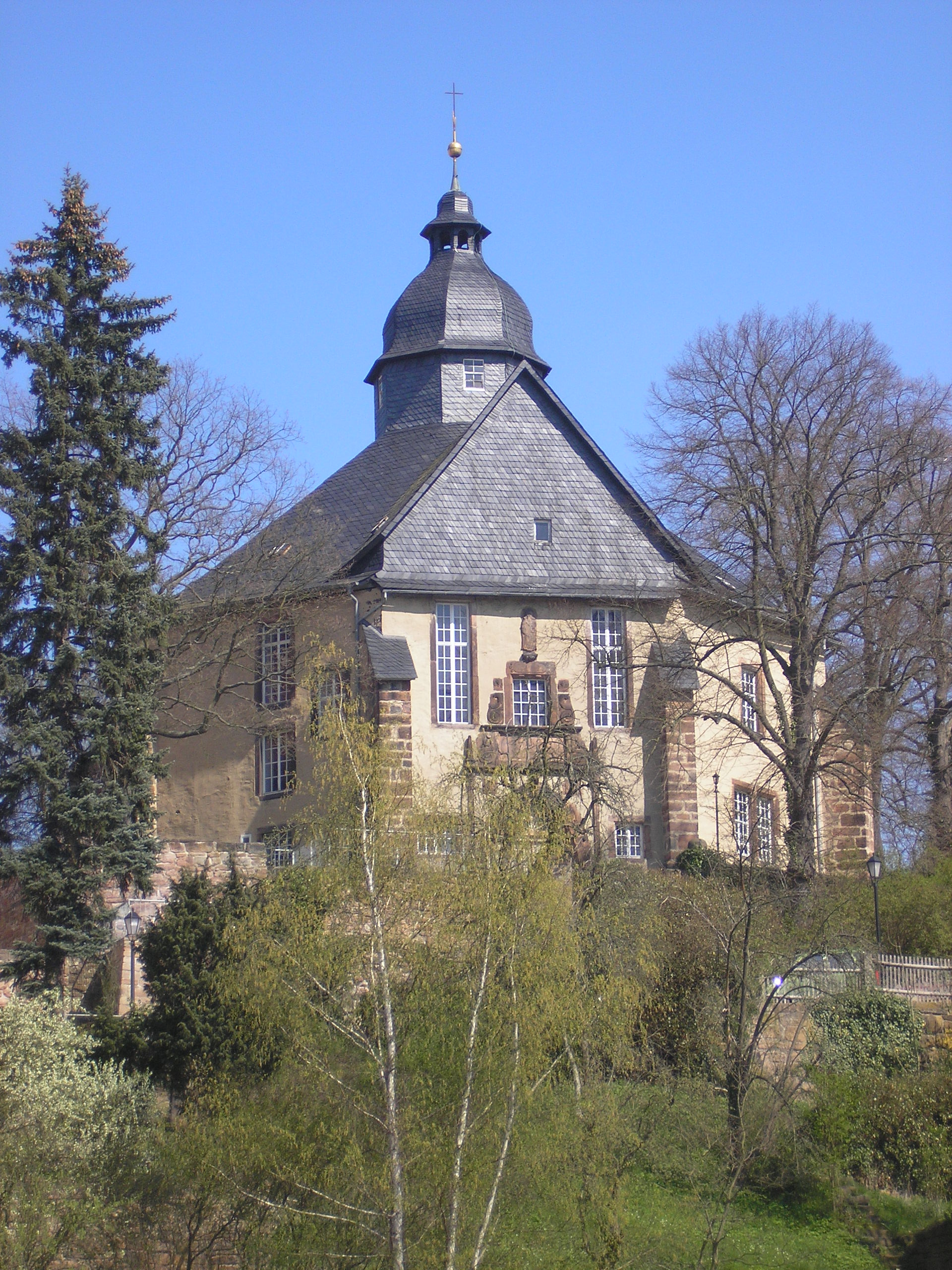
Stadtkirche St. Salvator

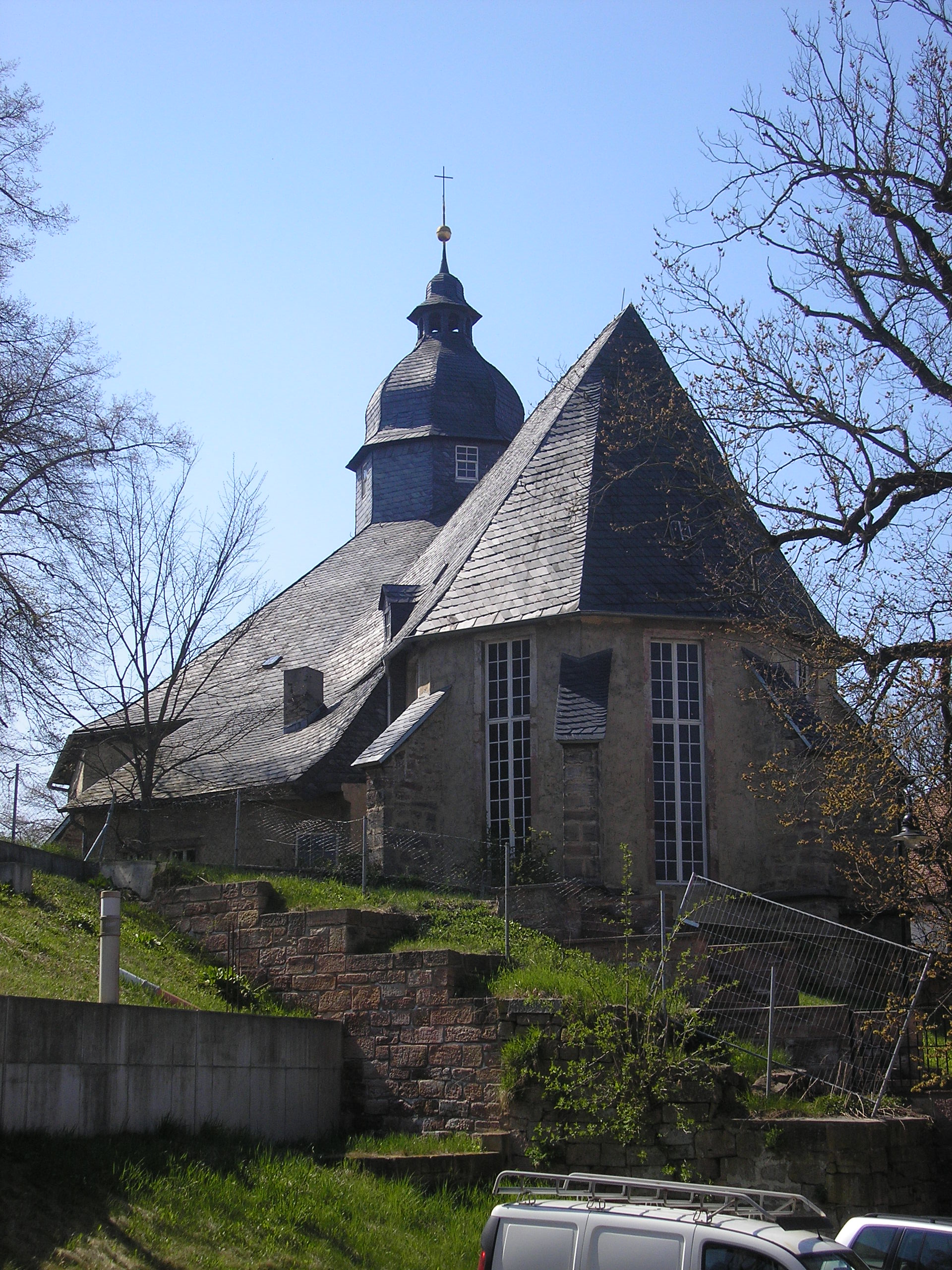
Rückansicht der Stadtkirche St. Salvator

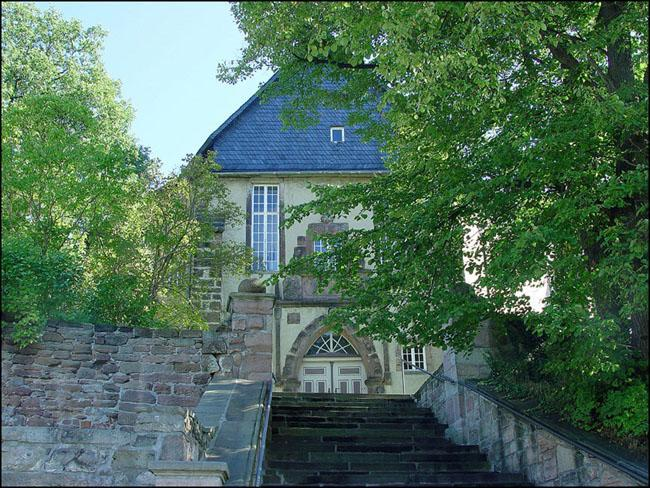
Portalansicht

Die Stadtkirche St. Salvator ist ein ortsbildprägendes evangelisches Kirchengebäude in Stadtroda, im Saale-Holzland-Kreis (Thüringen). Die Gemeinde gehört zum Kirchenkreis Eisenberg in der Evangelischen Kirche in Mitteldeutschland.

## Geschichte und Architektur
Die Vorgängerkirche wurde erstmals 1449 urkundlich erwähnt, sie ist wahrscheinlich wesentlich älter, da in einer Urkunde von 1475  als für ihr Alter baufällig beschrieben wurde. Sie war ursprünglich Unsrer Lieben Frauen geweiht. Bei dem großen Stadtbrand von 1638 wurde sie von den Schweden vollkommen niedergebrannt und 1655 durch eine neue Kirche mit dem Namen Zum Salvator ersetzt.
Von dem spätgotischen Bau sind die Grundmauern des Altarraumes erhalten. Dieser besitzt einen 3/8 Schluss. Vermutlich wurde im 16. Jahrhundert ein neues Langhaus errichtet, von dem das Westportal mit seinen reichen Formen, aus der Übergangszeit von der Spätgotik zur Renaissance, erhalten ist. Das historisierende, spitzbogige Portal dient als Haupteingang, es ist mit Rollwerk gerahmt und mit Inschriften versehen und bekrönt.
Beim Wiederaufbau nach dem Dreißigjährigen Krieg erhielt das Gebäude im Wesentlichen seine heutige Gestalt. Die Wände sind durch unterschiedlich angeordnete Fenster gegliedert.
Der Altarraum ist zum achteckigen Langhaus um vier Stufen erhöht.
Auf dem Dach sitzt ein Dachreiter. Die Glocken hängen in einem separaten Glockenhaus, das neben die Kirche gebaut wurde.
An der Süd- und Nordseite des Innenraums stehen zweigeschossige Emporen; an der Westseite eine eingeschossige Orgelempore, die der barocke Orgelprospekt vollkommen einnimmt. Die Emporen waren ursprünglich über äußere Steintreppen erschlossen, die bei der letzten umfassenden Renovierung 1963 bis 1968 durch Holztreppen im Innenraum ersetzt wurden. Die äußeren Emporenaufgänge wurden abgebrochen. Gleichzeitig wurde der Innenraum neu gefasst.

## Ausstattung
- Die beiden Bronzeglocken wurden im Herbst 1977 gegossen, sie ergänzen sich klanglich mit der großen Stahlglocke. Eine kleine Stahlglocke wurde nach dem Ersten Weltkrieg ausgebaut.[6]
- Ein Altar aus Holz vom 19. Jahrhundert wurde durch eine gemauerte Mensa ersetzt.
- Das hohe Kruzifix über dem Altartisch wurde 1596 geschnitzt, es stammt aus der Kirche in Culmitzsch, die dem Tagebau weichen musste.
- Die sogenannte Moseskanzel wurde 1652 von dem Amtsverwalter Tobias Seifardt gestiftet, sie steht an der Rückseite des Chores.[3] Vor dem Pfeiler der Kanzel steht eine lebensgroße Figur des Moses, der die Gesetzestafeln hält. Darüber befindet sich die Brüstung, vor geschnitzten Reliefs stehen Figuren von Ezechiel, Jesaja, David, Daniel, Jeremia, und Tobias. Die Putten auf dem Schalldeckel tragen Marterwerkzeuge, sie sollen auf die Kreuzigung Christi hinweisen. Die Puttengruppe wird mit einer Darstellung des auferstandenen Christus, der mit einem Strahlenkranz und einer Weltkugel gezeigt wird, bekrönt.
- Der Taufständer aus Holz ist eine Arbeit aus der Mitte des 17. Jahrhunderts. Das geschnitzte Taufbecken wird von einem knienden Engel getragen. Die Taufschale wurde aus Zinn gefertigt. Bei einer Restaurierung in den Jahren von 1963 bis 1968 wurden bei dem Taufständer ebenso wie bei der Moseskanzel nach Befund die ursprünglich hellen Fassungen in den Farben weiß, gold und schwarz wieder hergestellt.[7][8]
- Die Orgel wurde 1938 von der Orgelbaufirma Gebr. Jehmlich aus Dresden aufgebaut. Der Prospekt des Vorgängerinstrumentes blieb erhalten. Am Bestand der Register wurden klangliche Änderungen vorgenommen.